# セス・イーストマン

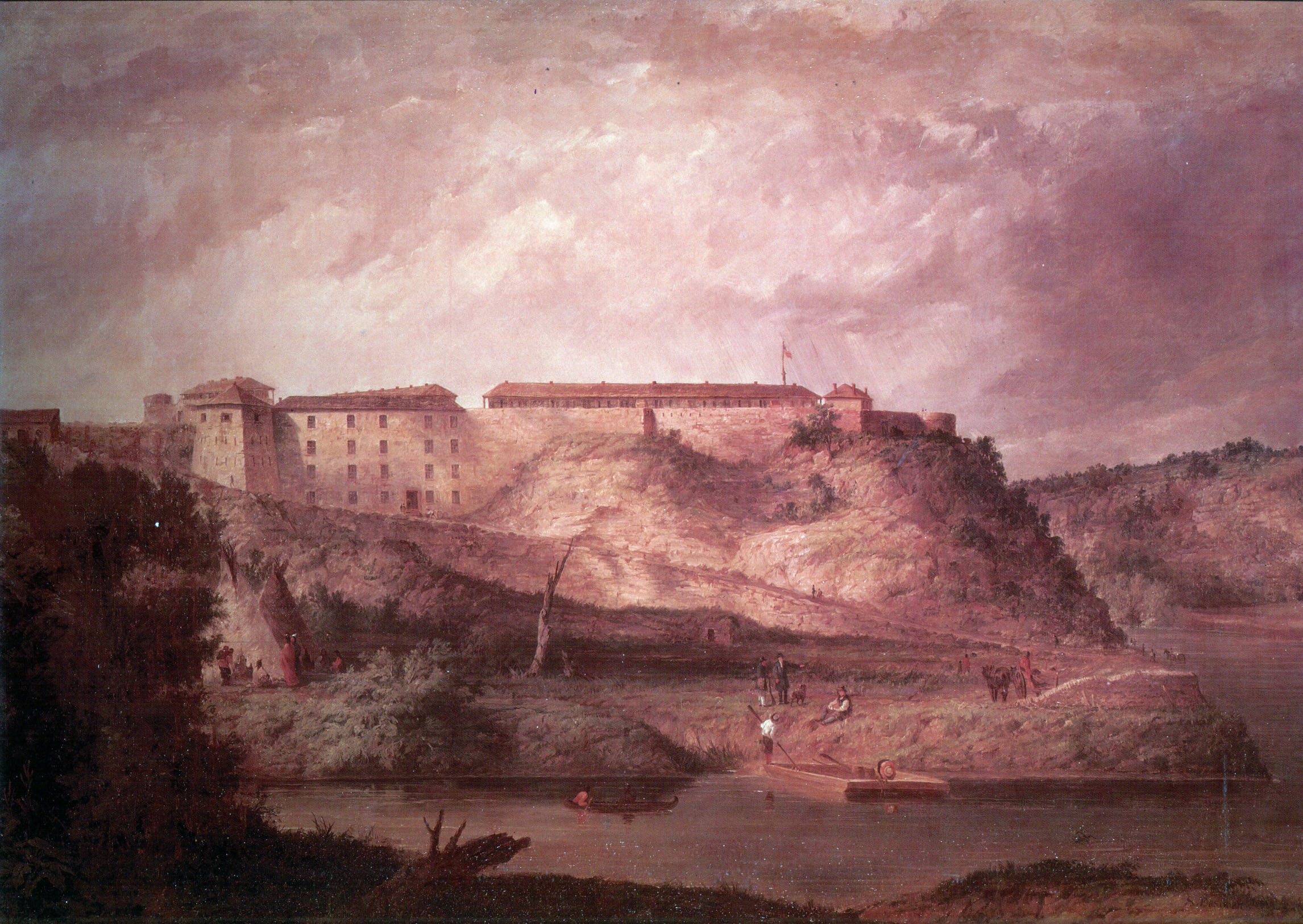
セス・イーストマン作、スネリング砦

セス・イーストマン（Seth Eastman、1808年1月24日 – 1875年8月31日）は、アメリカ合衆国の軍人、画家である。風景画やアメリカ先住民の生活を描いた画家として知られている。

## 略歴
メイン州のブランズウィックで生まれた。16歳の1824年にニューヨーク州ウェストポイントにある陸軍士官学校に入学した。1829年に士官学校を卒業し、歩兵連隊に士官として入隊した。
軍隊で、芸術的な才能が知られるようになり、地図作成の仕事や陸軍の活動記録の仕事に就くようになった。 1830年に現在のミネソタ州のミネアポリス近くに作られた大規模なスネリング砦に配属され、3年間駐留した。スー族の言語を学び、近傍のアメリカ先住民の生活の多くの場面をスケッチした。1833年から 1840年までは、ウェストポイントの士官学校に配属され、製図の教師を務めた。その頃士官学校の美術教師となった画家のロバート・ウォルター・ウィアー(1803-1889)から、影響を受けた。1835年に、医者の娘、メアリー・ヘンダーソン(1818-1887)と2度目の結婚をした。
1838年にニューヨークのナショナル・アカデミー・オブ・デザインの名誉会員に選ばれた。1841年にスネリング砦の司令官になり、数年間そこに滞在した。アメリカ先住民の生活に興味を持った妻のメアリーは、1849年に"Dacotah, or Life and Legends of the Sioux Around Fort Snelling"（ダコタ――スネリング砦の周辺のスー族の生活と伝説）という作品を出版し、セス・イーストマンはこの本の挿絵を描いた。メアリー・ヘンダーソン・イーストマンはよく知られた小説家になった 。
1851年から1857年の間にアメリカ議会の要請で編集、出版されたヘンリー・スクールクラフトのアメリカ先住民に関する調査「Historical and Statistical Information respecting the History, Condition, and Prospects of the Indian Tribes of the United States」（全6巻）のイラストレーターとしても働いた。
1861年から1865年の南北戦争中に体の障害のため中佐の階級で退役し、名誉准将の階級を得た。
1875年にワシントンD.C.で没した。

## 作品

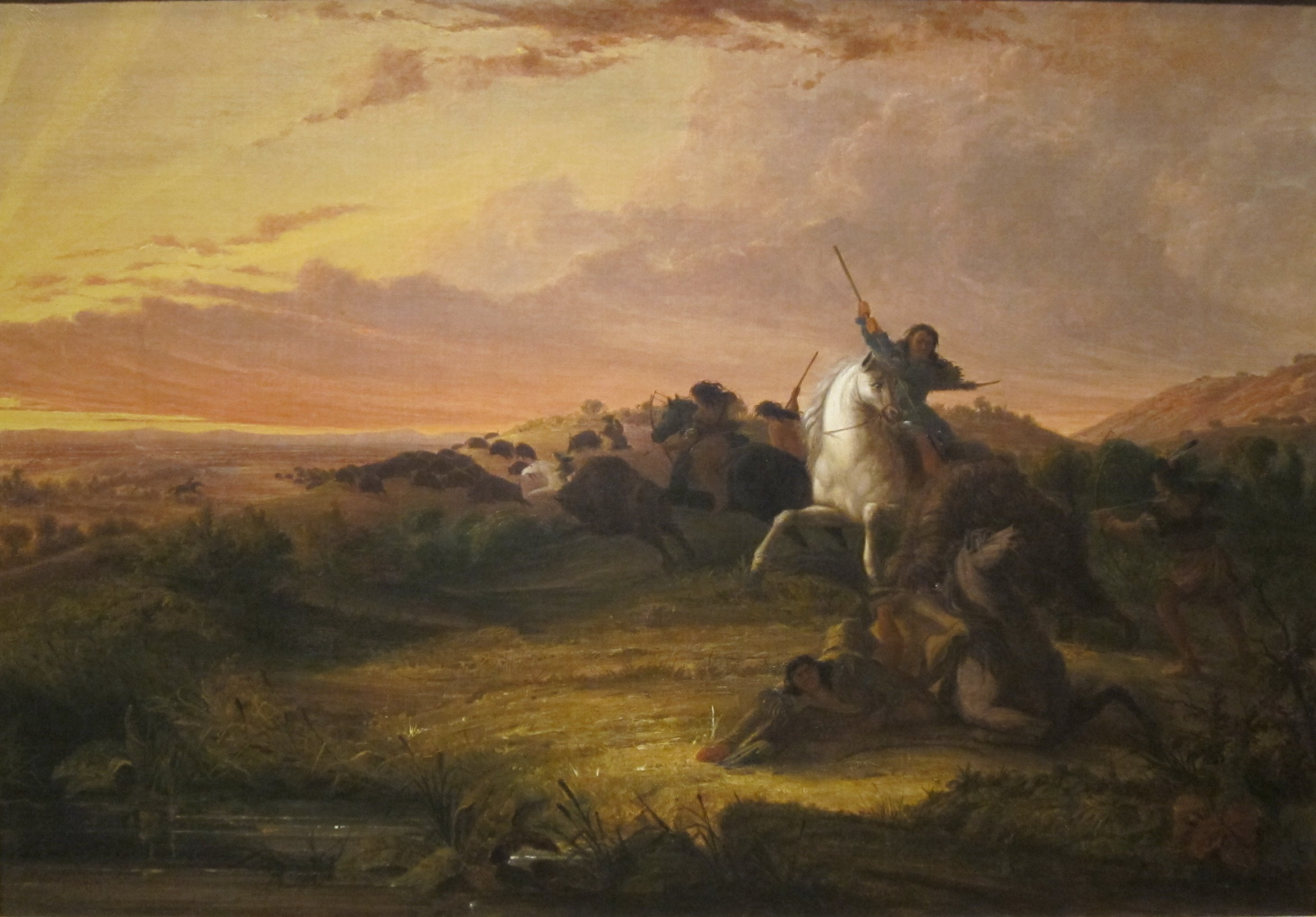
バッファロー狩り（c.1848)
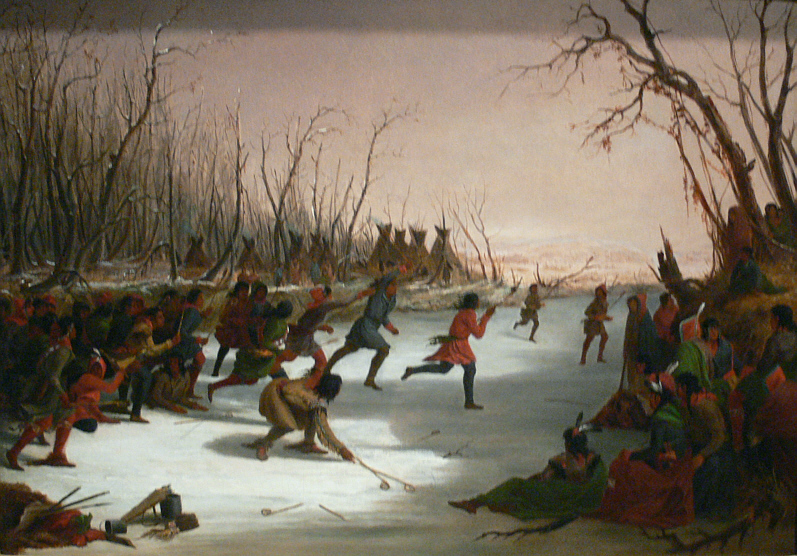
Ballplay of the Dakota on the St. Peters River in Winter(1848) エーモン・カーター美術館
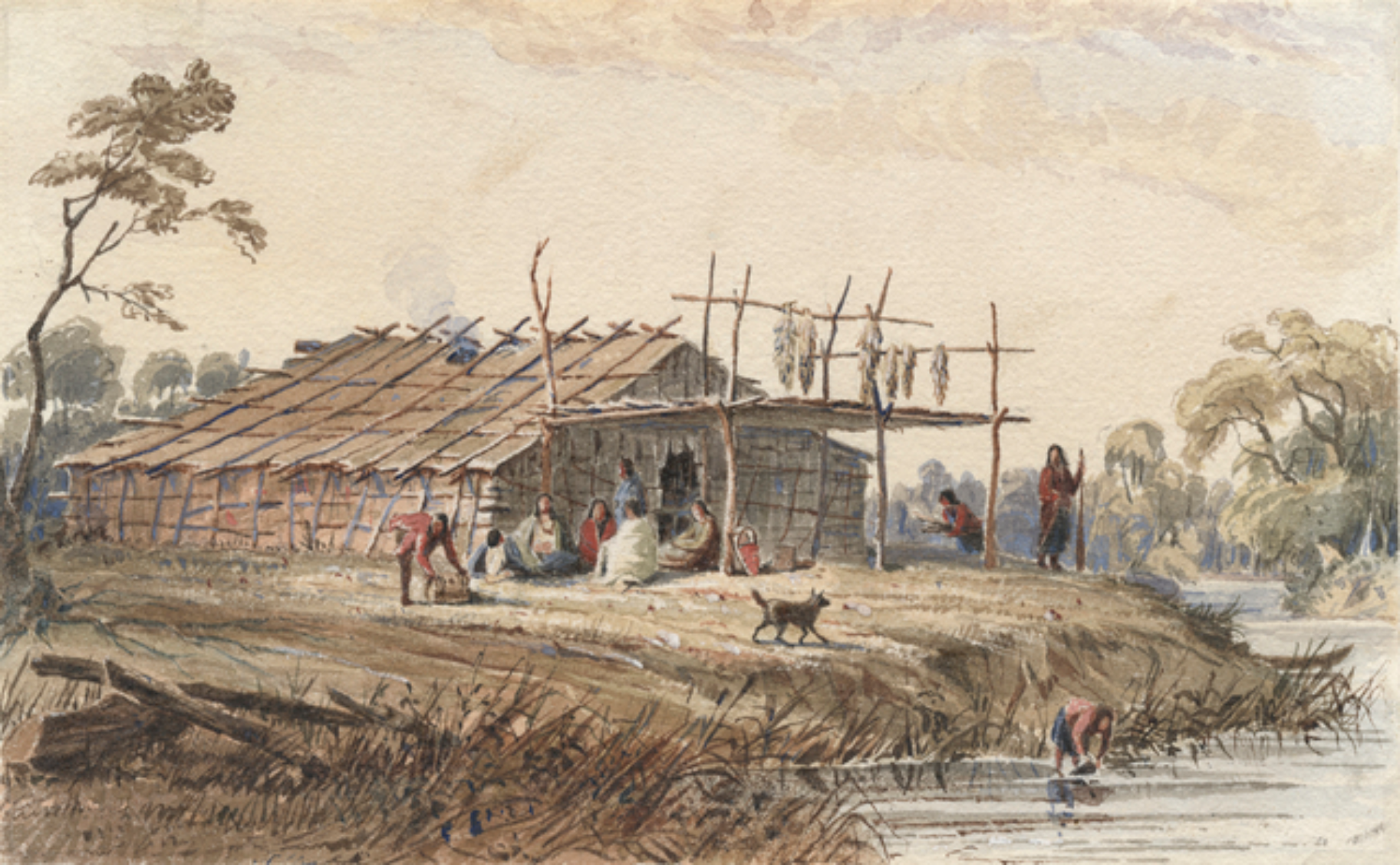
スー族の住居

: